# سفينة زيستل جورم
سفينة زيستل جورم (بالإنجليزية: SS Thistlegorm) هي سفينة شحن بريطانيّة أغرقت عام 1941م في قاع البحر الأحمر شمال الغردقة وعلي مقربة من محمية رأس محمد ، وتعتبر من أكبر السفن الغارقة علي يد الألمان خلال الحرب العالمية الثانية حيث كانت تحمل أسطول وقطع حربية بريطانية ،تعتبر تلك السفينة من أهم مزارات رحلات الغطس في البحر الأحمر واختير موقع حطام السفينة ضمن أفضل عشرة مواقع غطس على مستوى العالم، من جانب إتحاد منظمات الغوص العالمية.

## بناء السفينة

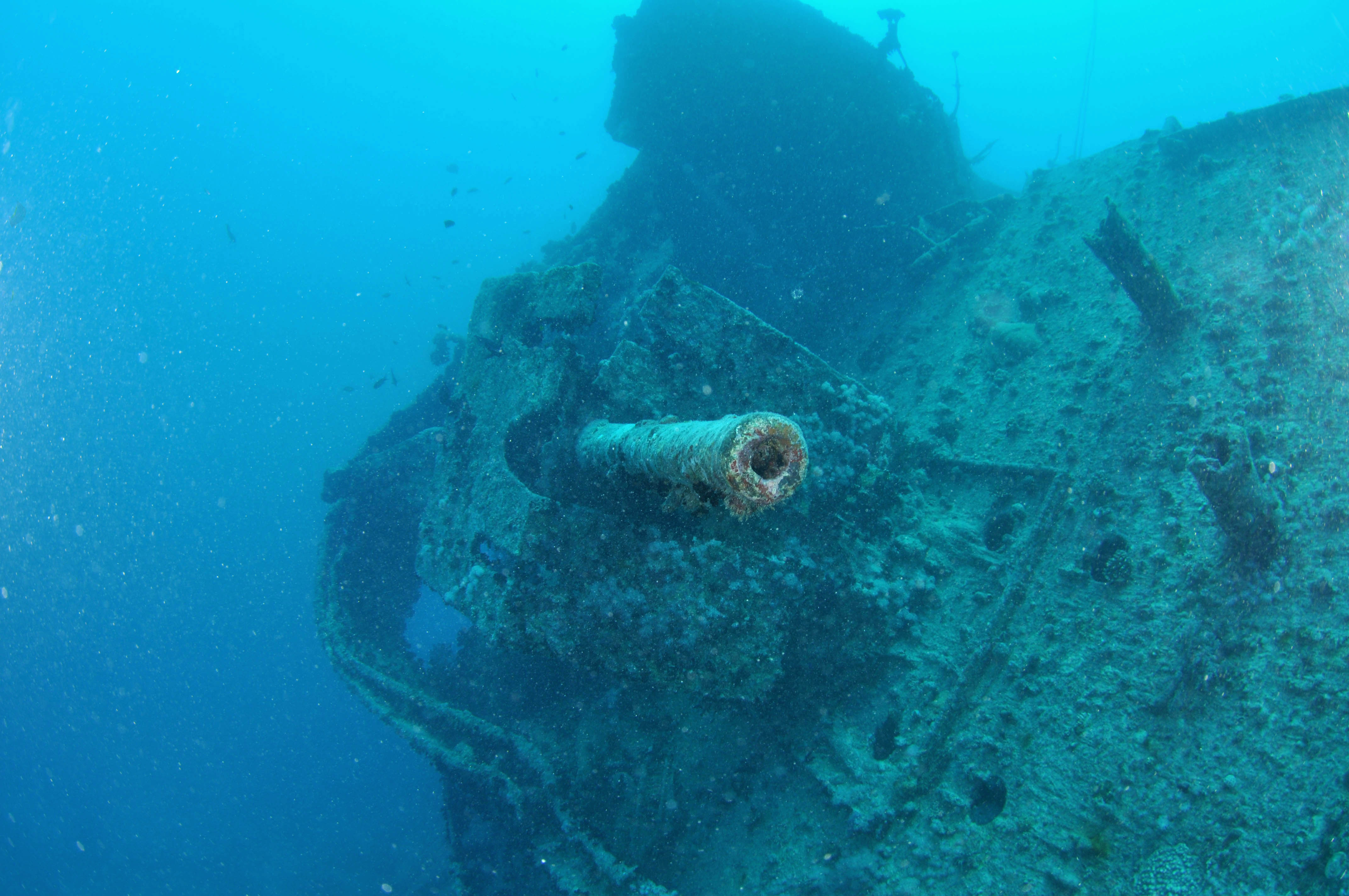
المدفع الرشاش من العيار الثقيل مضاد للطائرات علي مؤخرة السفينة

قام ببناء السفينة ثيستلجورم طومسون وأولاده في سندرلاند بالمملكة المتحدة البريطانية بمرفا بناء السفن رقم (599). وقامت شركة الهندسة البحرية الشمالية (بالإنجليزية: North Eastern Marine Engineering) ببناء محركها البخاري، وكان المحرك عبارة عن ثلاث أسطوانات بقوة 365 حصان، لصالح شركة خط ألبين (بالإنجليزية: Albyn Line)، التي سجلتها في سندرلاند. كان رقم السفينة في المملكة المتحدة هو 163052 وكان رقم الخط اللاسلكي هو (GLWQ) مولت جزئياً من وزارة النقل الحربية البريطانية.
كانت ثيستليجورم سفينة شحن تجارية مجهزة دفاعيًا مثبتة على مؤخرة السفينة مدفع رشاش من العيار الثقيل مضاد للطائرات.
أكتمل بناء السفينة في التسع من أبريل عام 1940م وإطلاقت في الرابع والعشرين من يونيو في نفس العام.
يصل طولها نحو مائة وثلاثين مترًا، وعرضها ثمانية عشر متر.

## رحلات السفينة

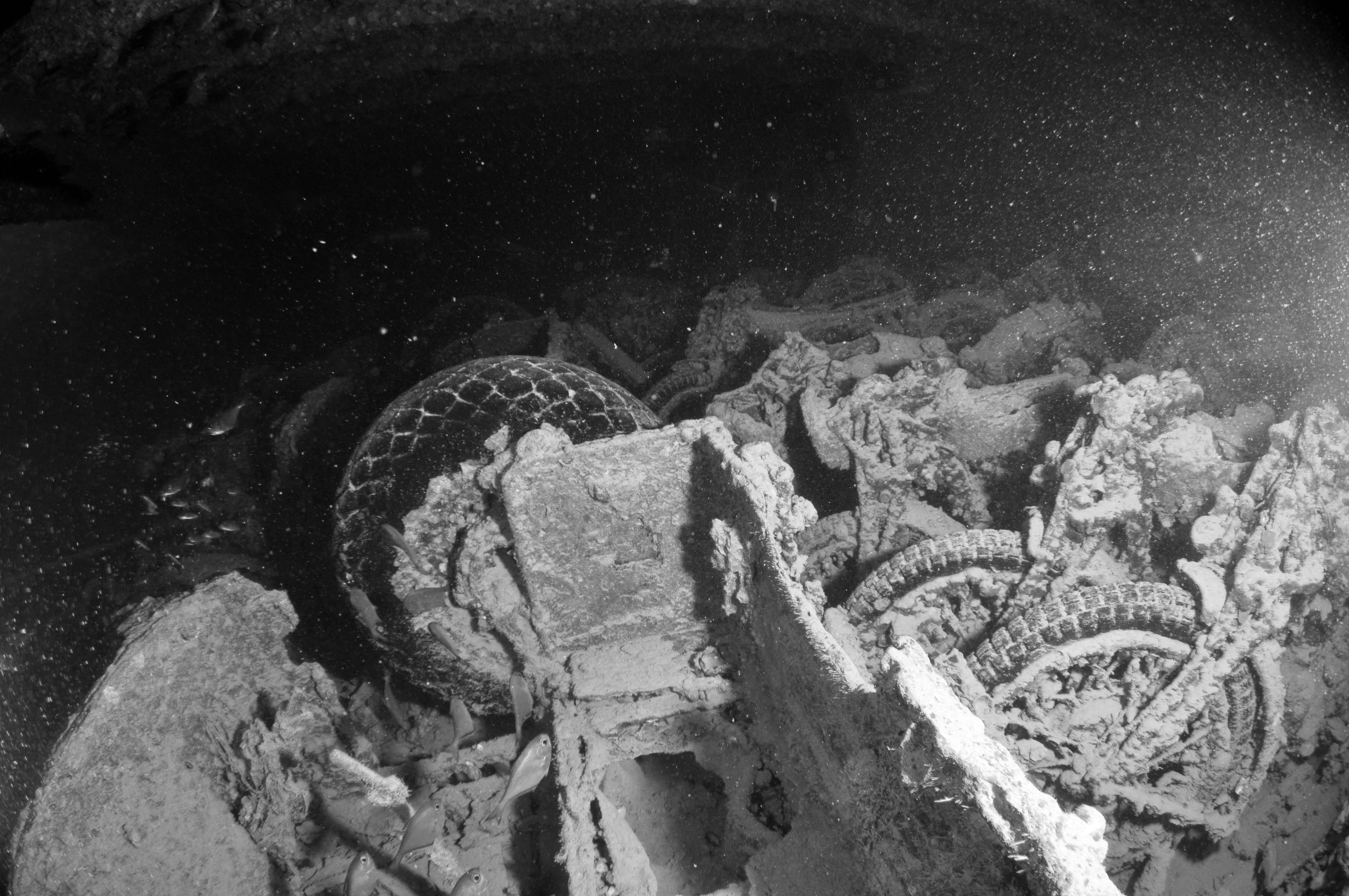

أكملت السفينة في مسيرتها ثلاث رحلات ناجحة :
- الرحلة الأولى كانت في الرابع والعشرين من يونيو 1940م إلى الولايات المتحدة لشحن قضبان السكك الحديدة وأجزاء الطائرات.
- الرحلة الثانية إلى الأرجنتين من أجل شحن الحبوب .
- الرحلة الثالثة إلى جزر الهند الغربية من أجل إستيراد الشعير. قبل رحلتها الرابعة والأخيرة، خضعت لإصلاحات في جلاسكو.
- الرحلة الرابعة والأخيرة غادرت مدينة جلاسكو في رحلتها الأخيرة في الثانى من يونيو عام 1941م، متجهة إلى الإسكندرية بمصر.[8]

## استهداف السفينة

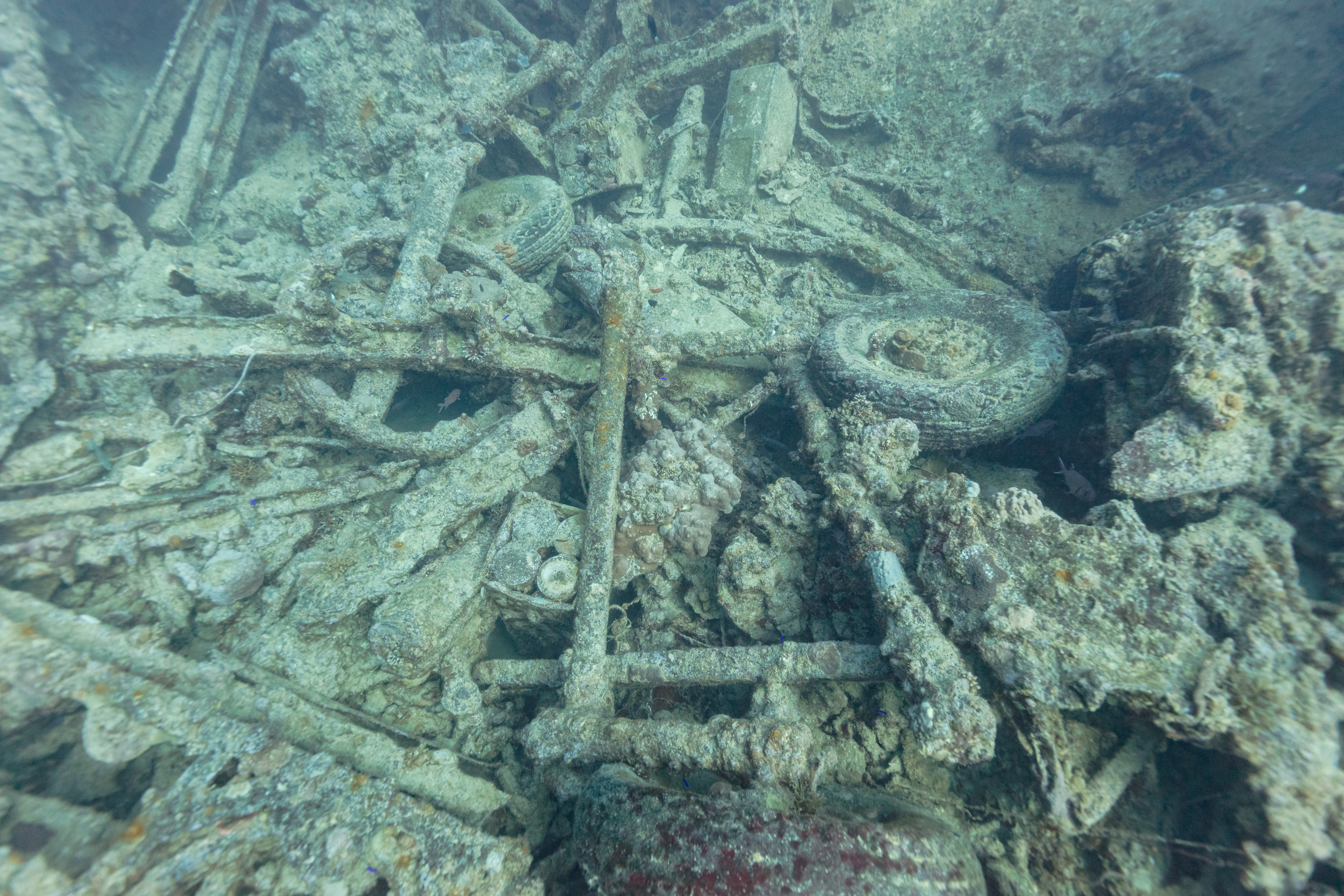

كانت السفينة محملة بذخائر وألغام مضادة للطائرات وبنادق ودراجات بخارية وسيارات وعربات وخزانات وقطع غيار معدات وأدوية وقوارب مطاطية وإطارات وشاحنات ومركبات مدرعة، وصناديق الذخيرة، وبنادق بالإضافة إلى معدات الراديو وقطع الطائرات، وعربات السكك الحديدية والقاطرات البخارية والفحم. كانت تلك البضائع مخصصة لـ السكك الحديدية الوطنية المصرية. وكانت بقية الشحنة لقوات الحلفاء في مصر. في الوقت الذي أبحر فيه ثيستلجورم من ميناء جلاسكو كانت السفينة قوة البحرية الإنجليزية، والتي أصبحت في سبتمبر 1941 جزءًا من الجيش الثامن الذي شكل حديثًا. كان طاقم السفينة تحت قيادة الكابتن ويليام إليس، وتسعة أفراد من البحرية لتشغيل المدفع الرشاش والمدفع المضاد للطائرات. بسبب نشاط القوات البحرية والجوية الألمانية والإيطالية في البحر الأبيض المتوسط . وكانت مسار الرحلة عبر كيب تاون، بجنوب أفريقيا، حيث زودت بقوة أخري قبل التوجه شمالًا إلى الساحل الشرقي لأفريقيا وإلى البحر الأحمر. عند مغادرة كيب تاون، اصطدمت مؤخرة السفينة في ممر قناة السويس، ولم تتمكن من المرور عبر القناة للوصول إلى ميناء الإسكندرية وبدلاً من ذلك رست في المرسى الآمن في سبتمبر 1941م حيث ظلت في المرساة حتى غرقها في السادس من أكتوبر عام 1941م. رست سفينة أخري تسمي كارلايل في نفس المرسى. كان هناك حشد كبير لقوات الحلفاء في مصر خلال سبتمبر 1941م واشتبهت المخابرات الألمانية في وجود ناقلة جنود في مصر. ومن أجل ذلك وجهت سفينة اكتشاف ألمانية للعثور على سفينة شحن القوات وتدميرها. فشل هذا البحث لكن أحد القاذف اكتشف السفن الراسية في المرسي، تم استهداف السفينة من الألمان بقذائف الطربيد.

## غرق السفينة

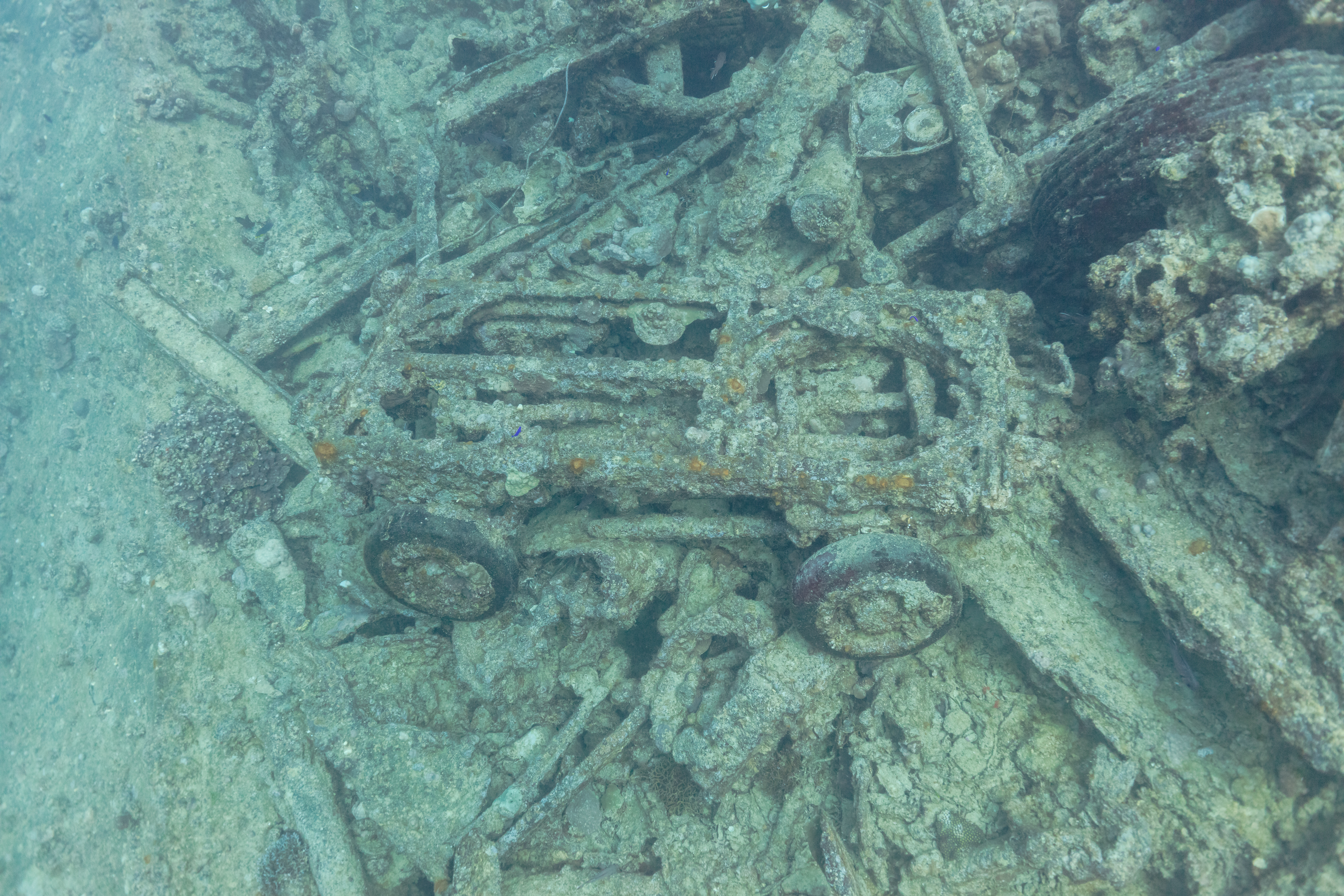

غرقت السفينة بشكل رأسى في موقع يبعد عن رأس محمد نحو 19.2 ميل ونحو 31.2 ميل من خليج نعمة، وأسقطوا الألمان اثنتين من القنابل على سفينة "ثيستليجورم"، وكلاهما علي مؤخرة السفينة في الساعة 01:30 صباحاً يوم السادس أكتوبر عام 1941م، أدت القنبلة إلي انفجار بعض الذخيرة المخزنة في العنبر رقم (4) داخل السفينة، وانغمر الماء في ذلك العنبر وادي الي غرق ثيستلجورم مع موت أربعة بحارة.
التقاط الناجين سفينة كارلايل. حصل بسببها الكابتن إليس قائد سفينة كارلايل على وسام الإمبراطورية البريطانية عن أفعاله في أعقاب الانفجار، وحصل أحد أفراد الطاقم، أنجوس ماكلي، على ميدالية جورج وميدالية لويدز الحربية للشجاعة في البحر لإنقاذ عضو آخر من أفراد الطاقم.

## اكتشاف الحطام

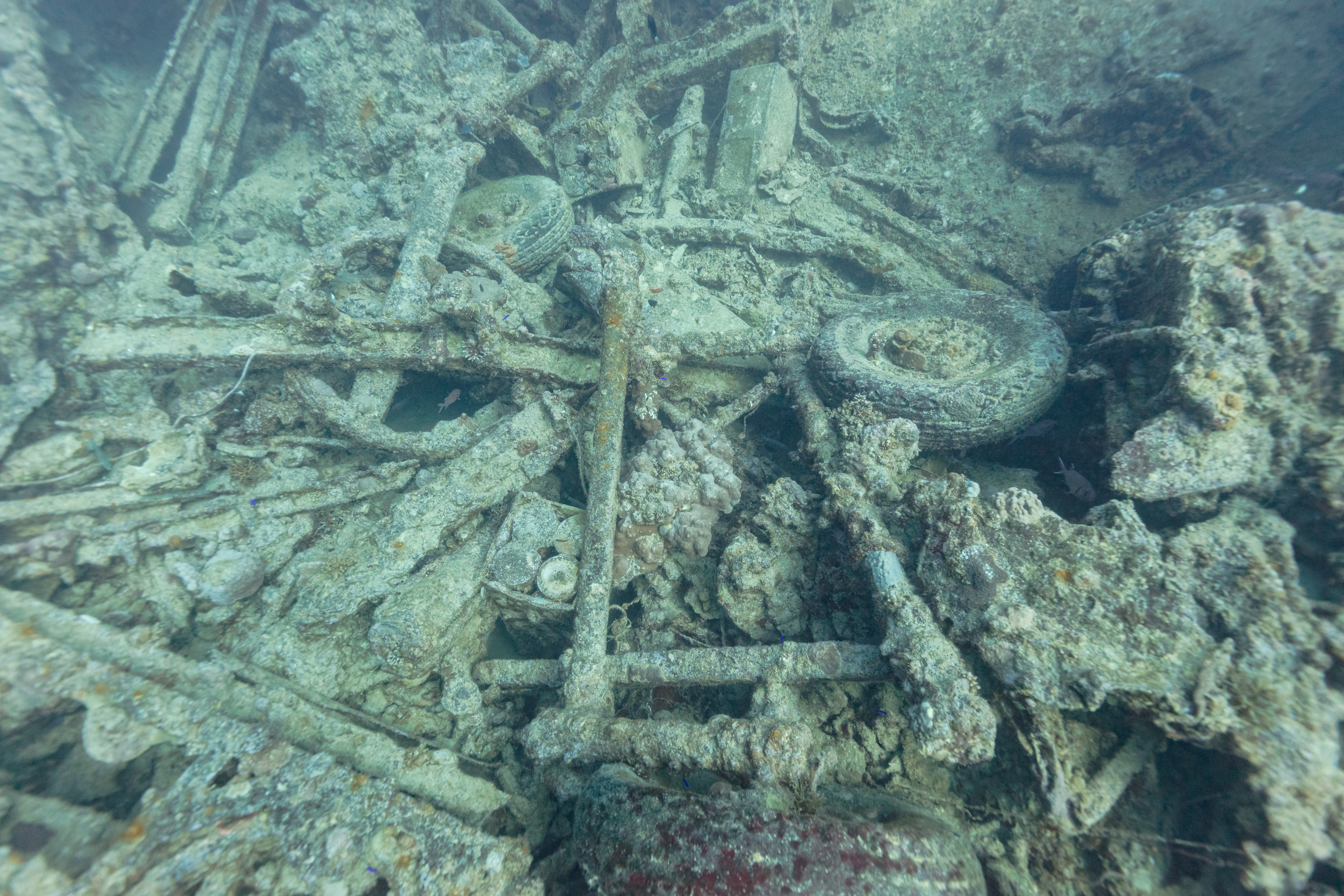

اكتشاف حطام السفينة بمحض المصادفة في موقع غرقها بساحل خليج العقبة، بالقرب من محمية رأس محمد بشرم الشيخ، في عام 1956م، أثناء مرور ال سفينة آر في كاليبسو وقائدها جاك إيف كوستو. أكتشف موقع الحطام من معلومات من الصيادين المحليين. قام برفع عدة أشياء من الحطام، بما في ذلك دراجة نارية، وخزنة القبطان، وجرس السفينة.وثّق كوستو الغوص على الحطام في جزء من كتابه "البحر الحي".
مع الوقت نسي موقع الحطام إلا من قبل الصيادين المحليين في أوائل التسعينيات بدأت شرم الشيخ في التطور كمنتجع للغوص. استئناف الغوص الترفيهي في Thistlegorm بعد زيارة قارب الغوص باستخدام معلومات من قبطان قارب صيد إسرائيلي آخر. الانفجار الهائل الذي أغرقها أدى إلى تم تفجير جزء كبير من وسط السفينة.

## موقع الحطام
يقع الحطام في مضيق جوبال قبالة الساحل الغربى لشبه جزيرة سيناء، بالقرب من محمية رأس محمد بشرم الشيخ، بمنطقة أبو نحاس بالقرب من منطقة شعاب علي. والتى أصبحت من أبرز مواقع الغوص التي تجذب السياح على مستوى العالم.

## حماية السفنية
بعد نحو نصف قرن من غرق السفنية تم اختيار موقع الحطام ضمن أفضل 10 مواقع غطس على مستوى العالم، من جانب اتحاد منظمات الغوص العالمية. ونتيجة للغطس العشوائي ادي ذلك الي تدمير السفينة، لأن الحطام يتفكك بسرعة بسبب الصدأ. كما تقوم قوارب الغوص الكبيرة التي التي تسير علي موقع الحطام بتمزيق الحطام عن طريق إرساء القوارب على الأجزاء الضعيفة من الحطام، مما يؤدي إلى انهياره. لهذا السبب في ديسمبر عام 2007م ، قامت منظمات غير حكومية تسمي جمعية الغردقة لحماية البيئة والحفاظ عليها بتركيب 32 عوامة إرساء حول الحطام وحفرت ثقوبًا في الهيكل للسماح بالهواء لدخول والخروج لتخفيف الضغط.
أثناء هذا إغلق الغوص للسفينة لحمايتها. ومع حلول عام 2009م، أفتتح الغوص مرة ثانية لسفينة. وترسو جميع القوارب مباشرة على الحطام مرة أخرى.

## أفضل موقع غوص

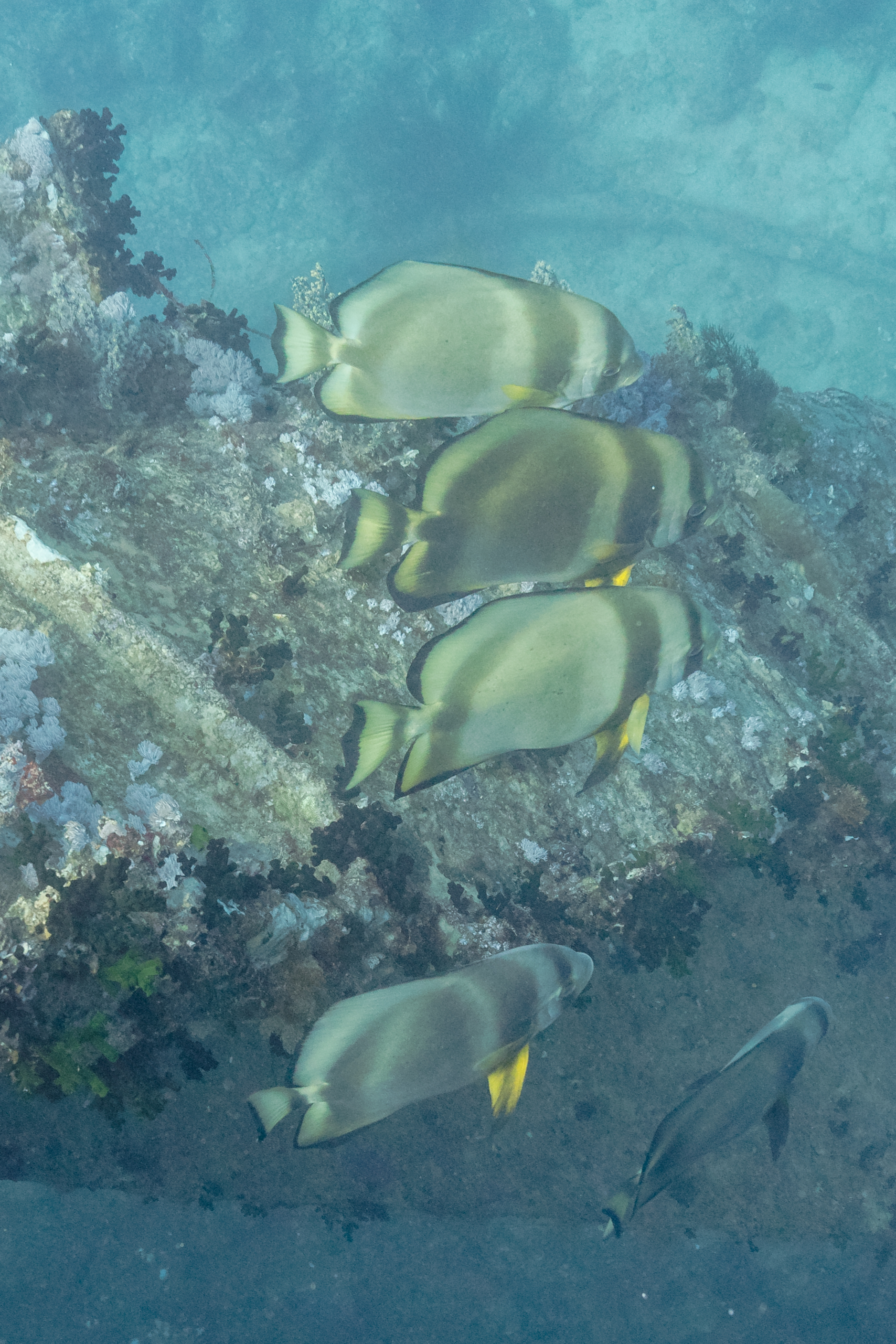
أسماك الهامور حول حطام السفينة

اختري موقع حطام السفينة ضمن أفضل عشرة مواقع غطس لحطام السفن على مستوى العالم عام 2007م بتصنيف من مجلة التايم الأمريكية.
وينصح بعض السائحين باصطحاب دليل أثناء الغوص لأن الموقع ذاخر بتنوع كبير من الكائنات البحرية مثل سمك الخفاش والباراكودا، والهامور وعقرب البحر والسلحفاة البحرية.

## معرض الصور

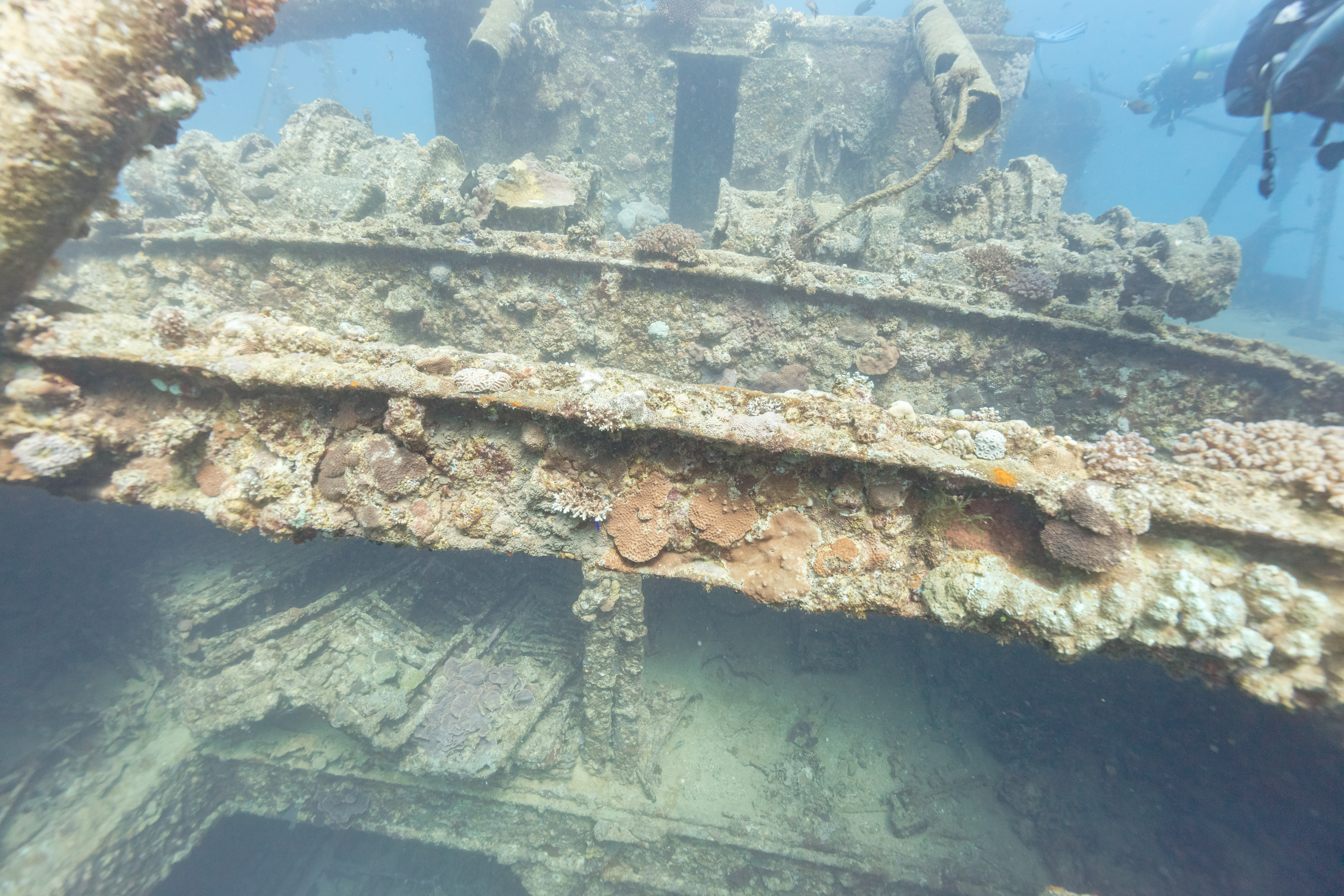
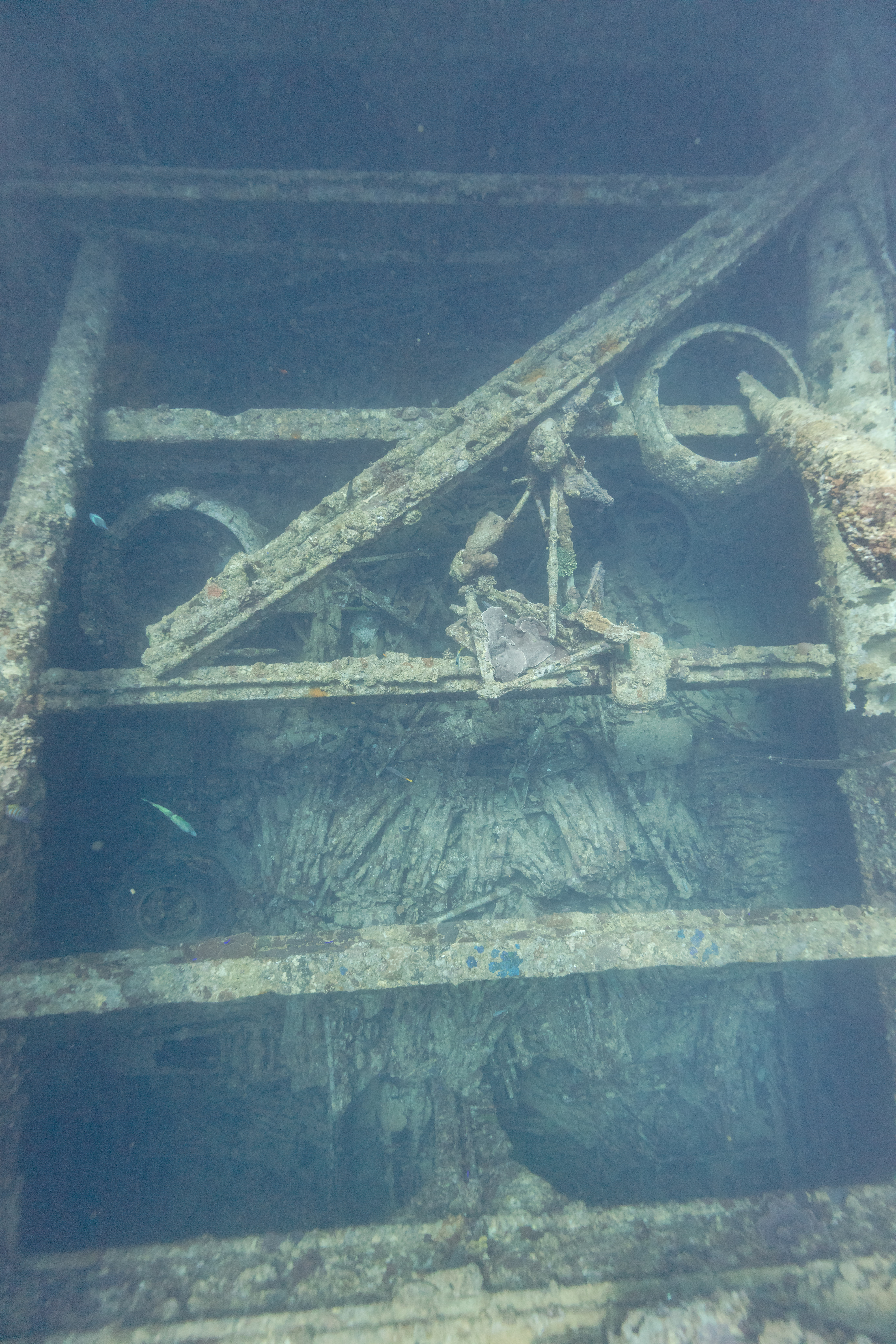
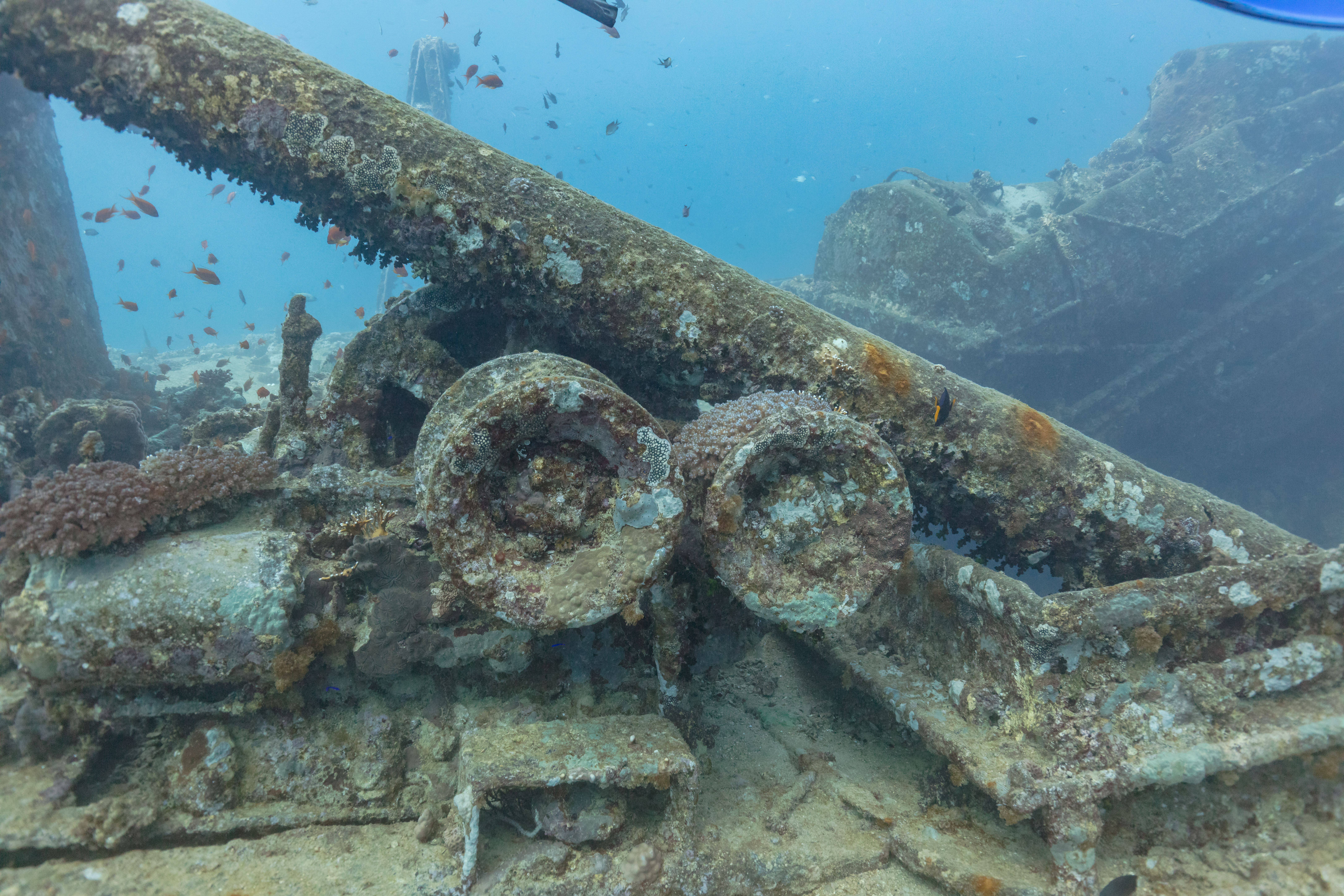